# Robriguero
Robriguero es un lugar de la parroquia de Tobes, concejo de Peñamellera Baja, en la comarca de Oriente, Principado de Asturias, España.